# Road Warrior Hawk
Michael James Hegstrand (né le 26 janvier 1957 à Chicago et mort le 19 octobre 2003 à Indian Rocks Beach) est un catcheur américain. Il est mieux connu sous le nom de ring de Road Warrior Hawk ou simplement Hawk et fait partie de l'équipe Road Warriors / Legion of Doom avec Road Warrior Animal.

## Jeunesse
Michael James Hegstrand grandit à Saint Paul dans le Minnesota. À 15 ans, il rencontre Joe Laurinaitis et font ensemble de l'haltérophilie. Après le lycée, ils deviennent tous deux videurs de la boîte de nuit Grandma B à Saint Paul et travaillent avec Barry Darsow et Richard Rood.

## Carrière de catcheur

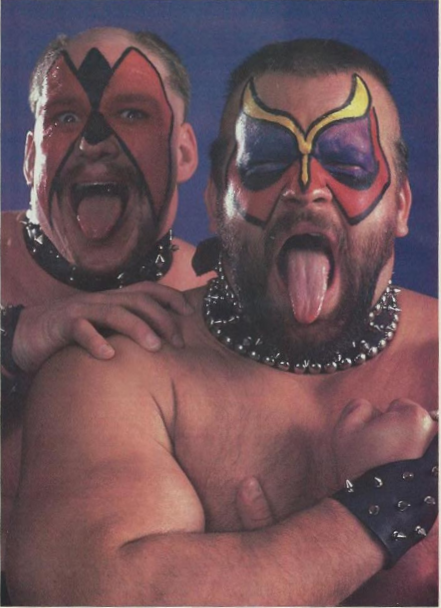
The Road Warriors, 1986.

### Entraînement et débuts (1983)
Alors qu'il travaille comme videur au Grandma B, Michael Hegstrand rencontre Eddie Sharkey (en), un ancien catcheur qui travaille comme barman dans cette boîte de nuit. Il propose d'entraîner Hegstrand, Laurinaitis, Darsow et Rood. Après quelques mois d'entraînement, Hegstrand part à Vancouver lutter à la All Star Wrestling sous le nom de Crusher Haig.

### Formation desRoad Warriorsà laGeorgia Championship Wrestling(1983-1984)
Peu après ses débuts, Ole Anderson qui est copropriétaire et booker de la Georgia Championship Wrestling propose à Joe Laurinaitis et Michael Hegstrand de venir dans sa fédération. Ils arrivent et deviennent les Road Warrior, Laurinaitis prenant le nom de Road Warrior Animal / Animal tandis qu'Hegstrand se fait appeler Road Warrior Hawk / Hawk. Leur gimmick s'inspire de l'univers post-apocalyptique de Mad Max. Ils ont Paul Ellering comme manager au sein du clan Legion of Doom composé entre autres de King Kong Bundy, Jake Roberts et The Spoiler (en),. Ils sont rapidement mis sur le devant de la scène et on leur remet les ceintures de champions par équipes national de la National Wrestling Alliance version Georgia Championship Wrestling le 10 juin. Ils perdent ce titre le 4 décembre face à Buzz et Brett Sawyer. En fin d'année, le Wrestling Observer Newsletter  les désigne comme étant les roookies de l'année.
En janvier 1984, Buzz Sawyer se fait renvoyer et les dirigeants de la Georgia Championship Wrestling remettent à nouveau le titre à Animal et Hawk le 28 janvier. Leur second règne prend fin le 6 mai après leur défaite face à King Kong Bundy et The Masked Superstar. King Kong Bundy quitte la fédération quelques semaines plus tard et la Georgia Championship Wrestling décide d'organiser un tournoi pour désigner les nouveaux champions. The Road Warriors remportent ce tournoi et le titre le 20 mai après leur victoire en finale face à Junkyard Dog et Sweet Brown Sugar. Ron Garvin et Jerry Oates les battent le 4 juillet pour devenir champion.

## Palmarès
- All Japan Pro Wrestling
  - 1 fois champion international par équipes de la National Wrestling Alliance (NWA) avec Road Warrior Animal[11]

- American Wrestling Association (AWA)
  - 1 fois champion du monde par équipes de l'AWA avec Road Warrior Animal[12]

- Fighting of World Japan Pro Wrestling (en) (WJ)
  - 1 fois champion par équipes de la WJ avec Road Warrior Animal

- Georgia Championship Wrestling (en)
  - 4 fois champion national par équipes de la National Wrestling Alliance (NWA) avec Road Warrior Animal[13]

- i-Generation Superstars of Wrestling
  - 2 fois i-Generation Tag Team Champion avec Animal en 2000[14]

- Independent Pro Wrestling (IPW)
  - 1 fois IPW Tag Team Champion avec Animal en 2003[15]

- Mid-Atlantic Championship Wrestling (en)
  - 3 fois champion du monde par équipes des trios de la National Wrestling Alliance (NWA) (deux fois avec Road Warrior Animal et Dusty Rhodes (2) et une fois avec Road Warrior Animal et Genichiro Tenryu)[16]
  - 1 fois NWA World Tag Team Champion (Mid-Atlantic version) avec Animal en 1988[17]
  - Jim Crockett Sr. Memorial Cup (1986) avec Animal[18]
  - NWA Iron Team Tournament at Starrcade 1989: Future Shock avec Animal[19]

- Mid-Eastern Wrestling Federation 
  - 1 fois MEWF Tag Team Champion avec Ultimate Comet en 1994[20]

- New Japan Pro Wrestling
  - 2 fois IWGP Tag Team Champion avec Power Warrior en 1992 et 1994[21]

- Professional Championship Wrestling (Texas) 
  - 1 fois PCW Tag Team Champion avec Animal en 2003

- World Wrestling Federation
  - 2 fois WWF Tag Team Champion avec Animal en 1991 et 1997[22]
  - Membre du WWE Hall of Fame avec Animal et Paul Ellering depuis 2011

- Autres titres 
  - 1 fois MTW Tag Team Champion Bobo Brazil, Jr.

- Catch Wrestling Association 
  - 1 fois CWA World Heavyweight Champion en 1992[23]

## Récompenses des magazines
- Pro Wrestling Illustrated
  - PWI Tag Team of the Year de 1983 à 1985 et en 1988 avec Road Warrior Animal[24]
  - PWI Feud of the Year en 1987 avec Road Warrior Animal et The Super Powers (Dusty Rhodes et Nikita Koloff) vs. The Four Horsemen (Ric Flair, Arn Anderson, Tully Blanchard, et Lex Luger)[25]
  - Classé 1er au classement des 100 meilleures équipe avec Road Warrior Animal sous The Road Warriors en 2003[26]

- Wrestling Observer Newsletter awards
  - Débutants de l'année en 1983 avec Animal[27]
  - Équipe de l'année en 1984 avec Animal[28]
  - Membre du Wrestling Observer Hall of Fame avec Animal depuis 1996[29]